# میکروسکوپ نوری روبش میدان نزدیک
میکروسکوپ نوری روبش میدان نزدیک نوعی میکروسکوپ پراب پویشی است که برای بررسی ساختارهای نانومتری به کار می‌رود.

## مقدمه
مطالعه مواد و ساختارها در اندازه‌های میکرو و نانو نیاز به میکروسکوپ‌های با قدرت تفکیک بالا دارد، که به دلیل محدودیت پراش حاکم بر میکروسکوپ‌های کلاسیک که در آن از عدسی‌ها استفاده می‌شود، دستیابی به این تفکیک با استفاده از این نسل از میکروسکوپ‌ها امکان پذیر نیست. در راستای دستیابی به این هدف میکروسکوپ‌های روبشی – پیمایشی ساخته شدند، که در آنها با بررسی نقطه به نقطه جسم یا سطح مورد نظر و جمع آوری اطلاعات آنها و تحلیل این داده‌ها می‌توان به مورفولوژی و خواص سطح نمونه مورد نظر دست یافت.
ساخت این نسل از میکروسکوپ‌ها با ساخت میکروسکوپ الکترونی آغاز گردید و به مرور زمان نمونه‌های کاملتر یا جدید تری از این گروه از میکروسکوپ‌ها ساخته شدند که هر یک برای مصارف خاصی مورد استفاده قرار می‌گیرد. با وجود دقت بالای این میکروسکوپ‌ها مطالعه برخی از نمونه‌ها به‌وسیله این نوع از میکروسکوپ‌ها که عمدتاً دارای ساختاری شبیه میکروسکوپ‌های الکترونی دارند به علل متعدد ممکن نیست. از جمله اینکه این میکروسکوپ‌ها، به استثنا برخی از آنها، نیاز به آماده سازی نمونه برای مطالعه توسط میکروسکوپ دارند که این امر ممکن است مشخصات نمونه را دچار دگرگونی کند یا آن را در مواردی مثل نمونه‌های زنده و زیستی از حالت زنده بودن خارج کند. عللی از این دست و پیشرفت علم نورشناخت و ساخت لیزر و فیبرهای نوری باعث شد تا میکروسکوپ‌های نوری زاده شوند که برخی از این معایب را مرتفع ساختند.
همانگونه که بیان شد این دسته از میکروسکوپ‌ها نیز به میکروسکوپ‌های روبشی ـ پیمایشی تعلق دارند و بنابراین نیاز به نوک‌های تیزی برای تاباندن نور به سطح نمونه و جمع آوری آن به منظور دستیابی به اطلاعات نمونه دارند. این نوک معمولاً از فیبرهای نوری که ساخته می‌شود. ساخت این نوکها با معمولاً با دو روش "گرما-کششی" و "تراش شیمیایی" انجام می‌شود.

## کاربردها
همانگونه که در بالا بیان شد کاربرد عمده این میکروسکوپها بیشتر در مطالعه نمونه‌های زنده می‌باشد.